# Compagnie de Marie
La Compagnie de Marie (en latin : Societas Mariæ Montfortana), dont les membres sont appelés Montfortains, forme une congrégation cléricale missionnaire de droit pontifical. Ils font partie de la famille Montfortaine. 

## Histoire
À partir de 1704, le prêtre Louis-Marie Grignion de Montfort (1673-1716) se consacre à la prédication de missions populaires en Bretagne, Normandie, Poitou et Saintonge. Pour continuer son œuvre d'évangélisation, il désire fonder un institut voué à la prédication et aux missions. C'est pourquoi il rédige en 1713 une règle des prêtres missionnaires de la compagnie de Marie et se rend la même année au séminaire du Saint-Esprit de Paris en vue de recruter des membres pour sa communauté; mais à la mort du fondateur en 1716, la compagnie ne compte que deux prêtres, René Mulot et Adrien Vatel, et quatre frères coadjuteurs. Mulot est élu supérieur général en 1722. Ils prêchent plusieurs missions en luttant contre le jansénisme, et encouragent la dévotion au Sacré-Cœur et à la Vierge, en particulier par la récitation quotidienne du rosaire, pratique chère au fondateur.
Après la Révolution, la communauté est réorganisée par le prêtre Gabriel Deshayes (1767-1841), élu supérieur général en 1821. L'institut reçoit le décret de louange le 20 mai 1825. Le généralat du prêtre Denis (1855-1877) voit la création du premier noviciat, car auparavant les missionnaires étaient recrutés dans le clergé séculier. Lors des expulsions des congrégations en 1880, les novices français se réfugient aux Pays-Bas où les Montfortains ouvrent un noviciat et un scolasticat.
Les Montfortains arrivent au Canada en 1883 à la demande de l'abbé Benjamin-Victor Rousselot, curé de église Notre-Dame de Montréal, pour gérer un orphelinat agricole situé dans le diocèse d'Ottawa. Au mois d'août, ils se rendent dans les Laurentides, dans ce qui deviendra le village de Montfort, et y fondent un noviciat.
Leur sanctuaire, la basilique Saint-Louis-Marie-Grignion-de-Montfort, est construit de 1889 à 1892 (la nef sera terminée en 1949) à Saint-Laurent-sur-Sèvre. 
Le prêtre André-Antonin Lhoumeau (1852-1920), élu supérieur général en 1903, contribue à la restauration du chant grégorien, en tant que collaborateur de Dom Joseph Pothier, et auteur de la Revue du chant grégorien.
En France, ils sont dirigés par leur provincial, le prêtre Olivier Maire jusqu'au 9 août 2021, jour où il est tué ; le suspect, un homme d'origine rwandaise, est également suspecté d'avoir incendié la cathédrale de Nantes en 2020.

### Supérieurs généraux
- Louis-Marie Grignion de Montfort
- 1722-1749 : René Mulot
- 1749-1755 : Jean-Nicolas Audubon
- 1755-1788 : Charles-Olivier Besnard
- 1788-1792 : Jean-Baptiste Micquignon
- 1792-1816 : René Supiot
- 1816-1820 : Yves-François Duchesne
- 1821-1841 : Gabriel Deshayes
- 1841-1856 : Louis-Joseph Dalin
- 1856-1877 : François Denis
- 1877-1886 : Basile-Marie Guyot
- 1887-1903 : Amand-René Maurille
- 1903-1919 : Antonin Lhoumeau
- 1919-1931 : Henri Richard
- 1931-1935 : Henri Huré
- 1936-1947 : Théophile Ronsin
- 1947-1957 : Alexandre Josselin
- 1958-1969 : Cornelis Heiligers
- 1969-1981 : Marcel Gendrot
- 1981-1993 : Gérard Lemire
- 1993-2005 : William Considine
- 2005-2017 : Santino Brembilla
- 2017-2023 : Luiz Augusto Stefani
- 2023- : Yoseph Putra Dwi Darma

## Activité et diffusion
Les montfortains se consacrent principalement à l'apostolat missionnaire.
Ils sont présents en: 
- Europe : Allemagne, Belgique, Croatie, Danemark, France, Irlande, Italie, Pays-Bas, Pologne, Portugal, Royaume-Uni.
- Amérique : Argentine, Bahamas, Brésil, Canada, Colombie, Équateur, États-Unis, Haïti, Nicaragua, Pérou, Saint-Martin.
- Afrique : Kenya, Madagascar, Malawi, république démocratique du Congo, Ouganda, Zambie.
- Asie : Inde, Indonésie, Philippines.
- Océanie : Papouasie Nouvelle Guinée.

La maison-mère est à Rome.
En 2012, l'institut comptait 903 membres dont 660 prêtres dans 156 maisons. Son supérieur général en résidence à Rome est le R.P. Luis Augusto Stefani S.M.M., de nationalité brésilienne.

### Articles liés
- Famille montfortaine
- Ordres religieux par ordre alphabétique